# Сольдевилья, Антонио
Анто́нио Сольдеви́лья Кастельсаге́ (исп. Antonio Soldevilla Castellsagué; 19 декабря 1978, Оспиталет) — испанский футболист, защитник. Обладатель Кубка Испании в составе «Эспаньола».

## Биография
Воспитанник клуба «Оспиталет» и барселонского «Эспаньола». С 1997 по 2005 год выступал за основной состав «Эспаньола»: сыграл 116 матчей, забил три мяча, был капитаном. Затем играл за «Полидепортиво» и кипрский «Аполлон» из Лимасола.
В 2007 году играл за пермский «Амкар», выступающий в Российской премьер-лиге. Сольдевилья стал первым этническим испанцем, выступавшим в чемпионате России. В феврале 2008 года руководство «Амкара» приняло решение отказаться от услуг испанского защитника.
Вернувшись в Испанию, Сольдевилья долгое время не играл на профессиональном уровне, хотя и поддерживал форму, тренируясь с командой «Бадалона». В декабре 2009 года стал игроком клуба «Марбелья».
Сыграл 1 матч за молодёжную сборную Испании.

## Достижения
«Эспаньол»
- Кубок Испании: 1999/00